# Las Batuecas
Las Batuecas es un valle ubicado en el término municipal de La Alberca, en la provincia de Salamanca y, en su parte baja, en el municipio de Ladrillar, en la provincia de Cáceres.

## Descripción
Está situado en el término municipal de La Alberca y recibe su nombre del río que lo atraviesa, el Batuecas, que nace en la parte alta del valle y desemboca ya en la provincia de Cáceres, junto al pueblo de Las Mestas, en el río Ladrillar, afluente del Alagón. 
Entre las especies vegetales destacan robles, encinas, pinos y castaños. Entre los animales se hallan: buitres, águilas, búhos, halcón peregrino; tritones, sapos; cabra montés, gato montés, tejón, lince, garduña, nutria, corzos, ciervos y jabalíes. Cuenta con un monasterio de clausura de monjes ermitaños Carmelitas Descalzos, fundado en 1597 por Fray Alonso de la Madre de Dios.
El 27 de abril de 2000, el valle fue declarado bien de interés cultural con la categoría de sitio histórico. Desde el año 2000 forma parte del parque natural de Las Batuecas-Sierra de Francia.

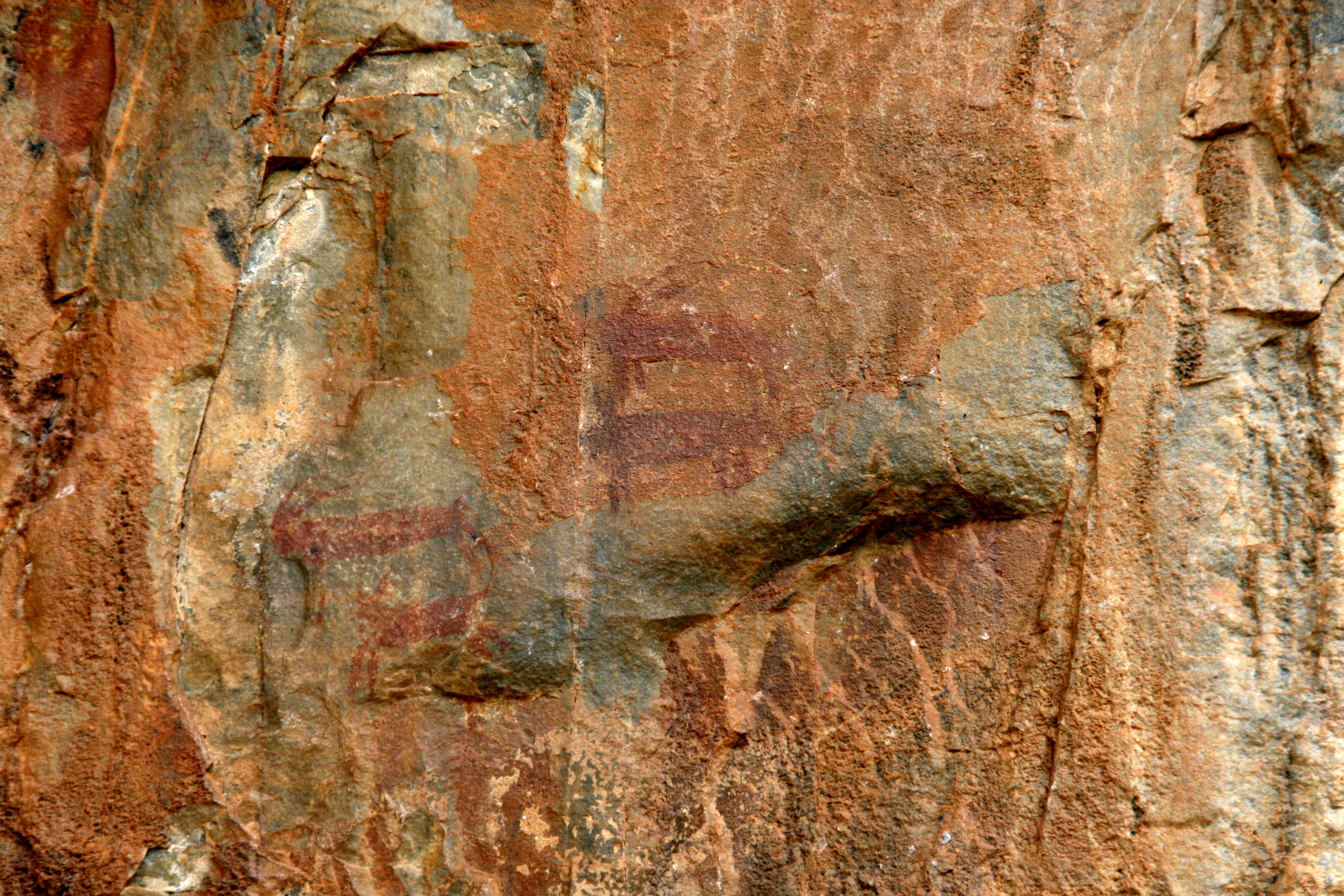
Canchal de las Cabras Pintadas
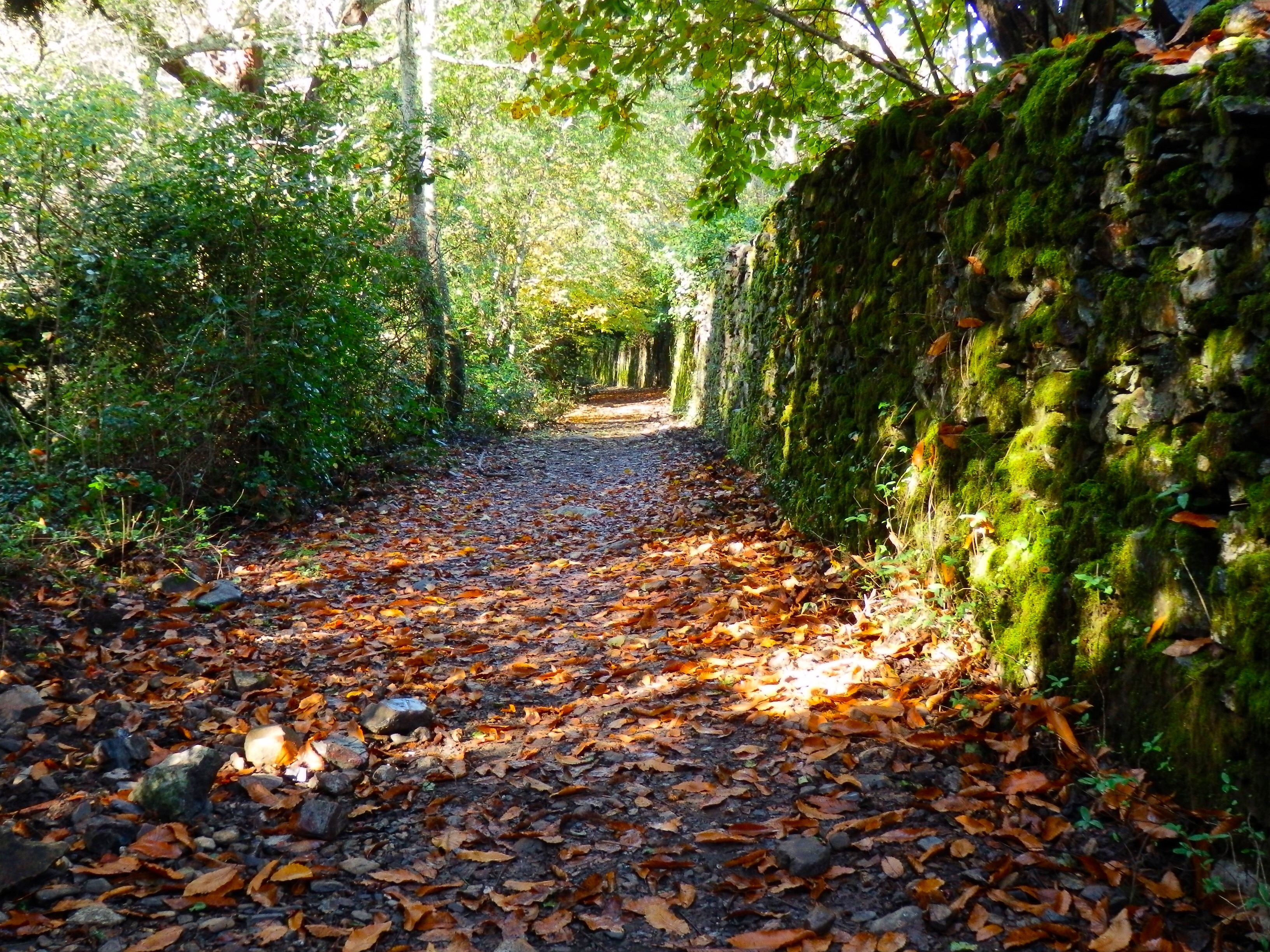
Tapia del monasterio de monjes ermitaños
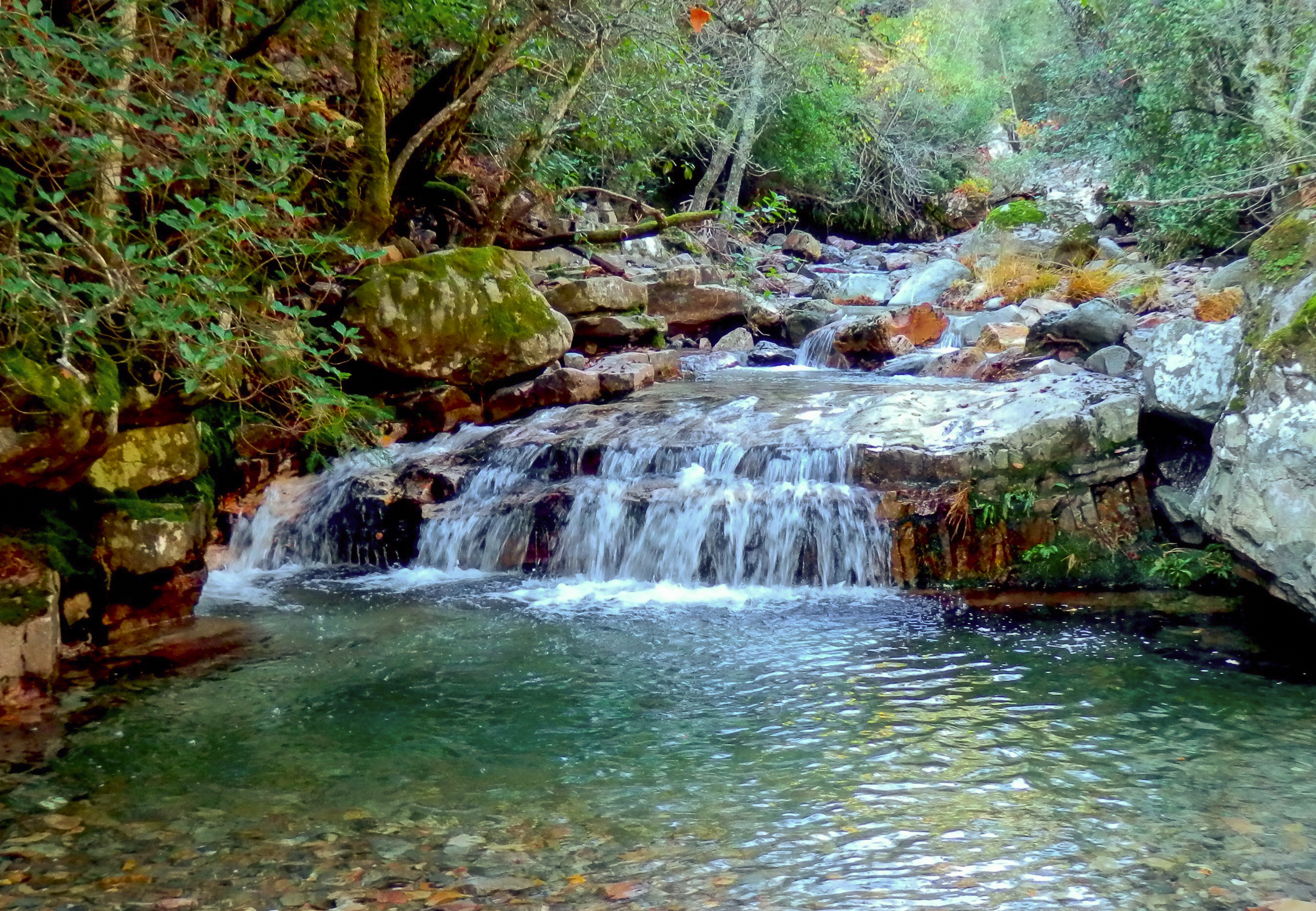
Río Batuecas
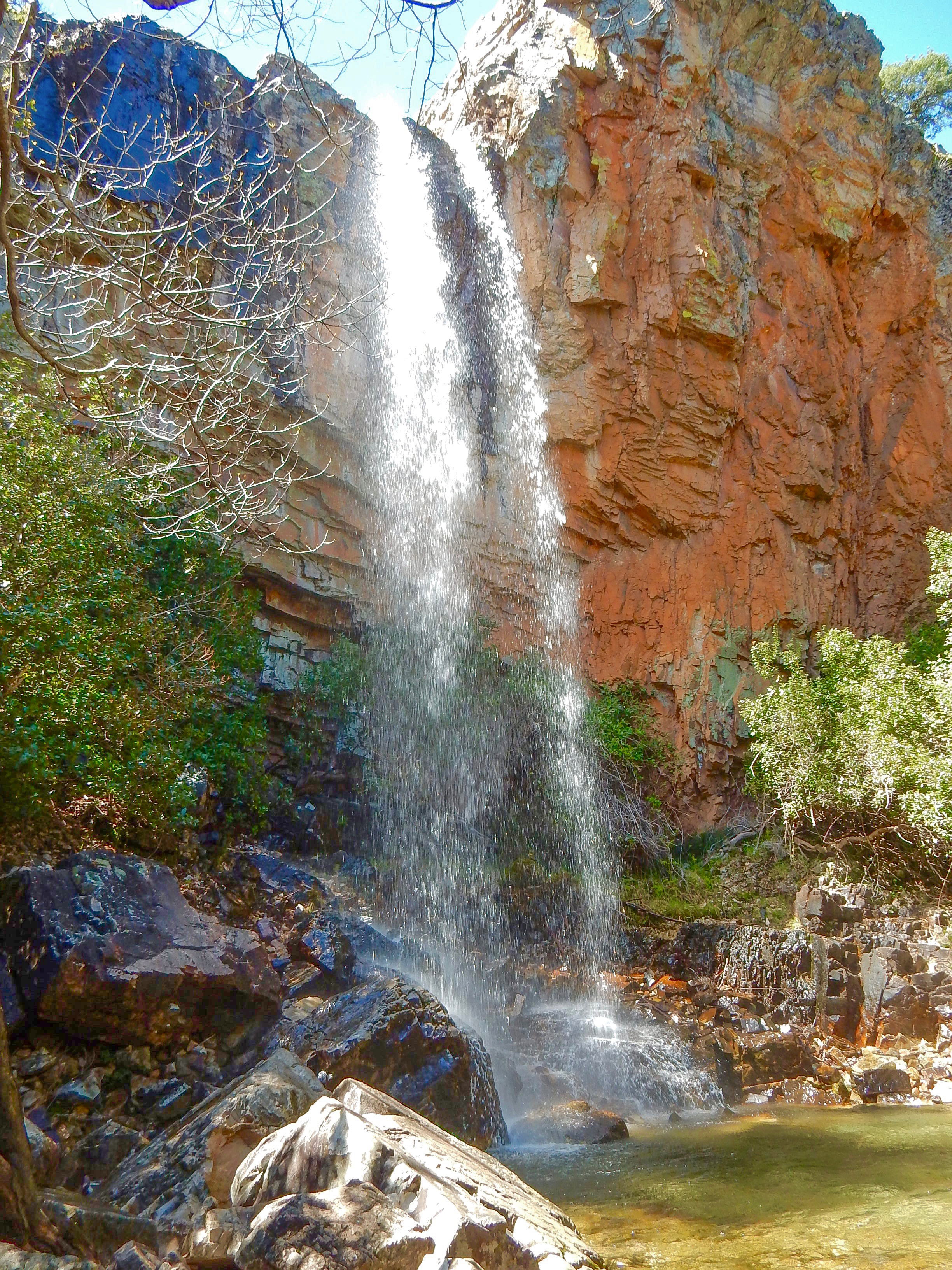
Cascada del Chorro
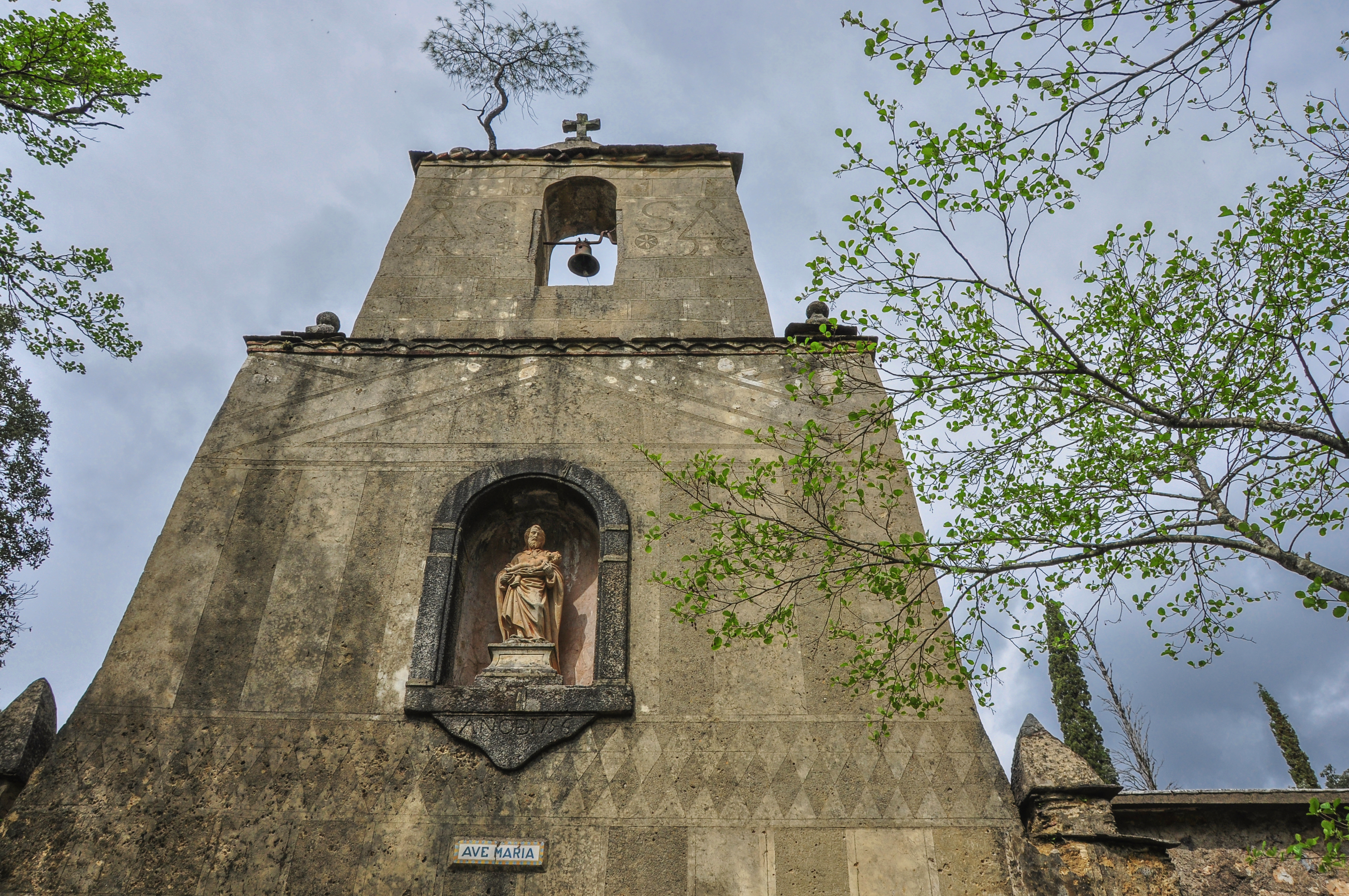
Monasterio

El valle ha inspirado obras de teatro como Las Batuecas del duque de Alba de Lope de Vega y Las Batuecas de Juan Eugenio Hartzenbusch y novelas como Les Battuécas, de Madame de Genlis.